# Sévry
Sévry és un municipi francès, situat al departament de Cher i a la regió de Centre – Vall del Loira. L'any 2007 tenia 71 habitants.

## Demografia

### Població
El 2007 la població de fet de Sévry era de 71 persones. Hi havia 32 famílies, de les quals 12 eren unipersonals (4 homes vivint sols i 8 dones vivint soles), 8 parelles sense fills i 12 parelles amb fills.
La població ha evolucionat segons el següent gràfic:
Habitants censats

### Habitatges
El 2007 hi havia 43 habitatges, 31 eren l'habitatge principal de la família i 12 eren segones residències. Tots els 43 habitatges eren cases. Dels 31 habitatges principals, 27 estaven ocupats pels seus propietaris i 4 estaven llogats i ocupats pels llogaters; 2 tenien dues cambres, 4 en tenien tres, 13 en tenien quatre i 12 en tenien cinc o més. 19 habitatges disposaven pel capbaix d'una plaça de pàrquing. A 16 habitatges hi havia un automòbil i a 11 n'hi havia dos o més.

### Piràmide de població
La piràmide de població per edats i sexe el 2009 era:
| Homes | Edats   | Dones |
| ----- | ------- | ----- |
| 0     | 95 o +  | 0     |
| 0     | 90 a 94 | 0     |
| 0     | 85 a 89 | 4     |
| 0     | 80 a 84 | 0     |
| 0     | 75 a 79 | 0     |
| 4     | 70 a 74 | 4     |
| 4     | 65 a 69 | 0     |
| 0     | 60 a 64 | 4     |
| 4     | 55 a 59 | 8     |
| 8     | 50 a 54 | 0     |
| 0     | 45 a 49 | 4     |
| 0     | 40 a 44 | 0     |
| 4     | 35 a 39 | 4     |
| 0     | 30 a 34 | 0     |
| 0     | 25 a 29 | 0     |
| 0     | 20 a 24 | 4     |
| 8     | 15 a 19 | 8     |
| 4     | 10 a 14 | 4     |
| 0     | 5 a 9   | 0     |
| 4     | 0 a 4   | 0     |

## Economia
El 2007 la població en edat de treballar era de 44 persones, 29 eren actives i 15 eren inactives. De les 29 persones actives 28 estaven ocupades (17 homes i 11 dones) i 1 aturada (1 home). De les 15 persones inactives 6 estaven jubilades, 1 estava estudiant i 8 estaven classificades com a «altres inactius».
Activitats econòmiques
Dels 6 establiments que hi havia el 2007, 2 eren d'empreses de comerç i reparació d'automòbils, 2 d'empreses immobiliàries i 2 d'empreses de serveis.
L'any 2000 a Sévry hi havia 4 explotacions agrícoles que ocupaven un total de 968 hectàrees.

## Poblacions més properes
El següent diagrama mostra les poblacions més properes.